# Williston (Florida)
Williston es una ciudad ubicada en el condado de Levy en el estado estadounidense de Florida. En el Censo de 2010 tenía una población de 2.768 habitantes y una densidad poblacional de 158,1 personas por km².

## Geografía
Williston se encuentra ubicada en las coordenadas 29°21′56″N 82°27′47″O / 29.36556, -82.46306. Según la Oficina del Censo de los Estados Unidos, Williston tiene una superficie total de 17.51 km², de la cual 17.46 km² corresponden a tierra firme y (0.27%) 0.05 km² es agua.

## Demografía
Según el censo de 2010, había 2.768 personas residiendo en Williston. La densidad de población era de 158,1 hab./km². De los 2.768 habitantes, Williston estaba compuesto por el 69.11% blancos, el 23.41% eran afroamericanos, el 0.11% eran amerindios, el 1.59% eran asiáticos, el 0.36% eran isleños del Pacífico, el 3.25% eran de otras razas y el 2.17% pertenecían a dos o más razas. Del total de la población el 11.31% eran hispanos o latinos de cualquier raza.